# Glendale (Califórnia)
Glendale é uma cidade localizada no estado americano da Califórnia, no Condado de Los Angeles. Foi incorporada em 15 de fevereiro de 1906.

## Geografia
De acordo com o United States Census Bureau, a cidade tem uma área de 79,2 km², onde 78,9 km² estão cobertos por terra e 0,3 km² por água.

## Demografia
Segundo o censo nacional de 2020, a sua população é de 196 mil habitantes e sua densidade populacional é de 2 430,97 hab/km². Possui 76 269 residências, que resulta em uma densidade de 967,08 residências/km².

## Nativos notórios
- Bob Siebenberg, baterista da banda Supertramp
- Marian Diamond, cientista
- Nathan Kress, ator da série iCarly
- Serj Tankian, vocalista da banda System of a Down
- Daron Malakian, guitarrista da banda System of a Down
- Jimmy Davies, automobilista
- Paul Walker, ator
- Frank Marshall, produtor de cinema